# البشير عصام المراكشي
البشير عصام المراكشي هو كاتب وأستاذ وعالم شريعة مغربي، ولد سنة 1972 بمدينة مراكش بالمغرب.

## حياته
أمضى البشير دراسته الأكاديمية الأولى بمدينة مراكش، ثم انتقل إلى الرباط لإتمام الدراسة حتى حصل على شهادة مهندس الدولة في الاتصالات من المعهد الوطني للبريد والاتصالات بالرباط. ثم التحق بكلية الآداب والعلوم الإنسانية بالرباط، بشعبة الدراسات الإسلامية سنة 1994م، وحصل على الإجازة سنة 1998م بإشراف الدكتورة عائشة الهلالي. وحصل على دبلوم الدراسات العليا المعمقة عام 2000م من وحدة مناهج البحث في العلوم الإسلامية بإشراف الدكتور فاروق حمادة، وحصل عام 2009م على الدكتوراة في الفقه وأصوله، وهو متزوج وله ثلاثة أبناء. درس البشير على يد مجموعة من الشيوخ مثل: الوالد الشيخ محمد عصام المسفيوي خريج كلية ابن يوسف العتيقة بمراكش، قرأ عنده منذ صغره في العربية كثيرا وفي الفقه المالكي من شرح ميارة الصغير على المرشد المعين، وفي التاريخ والتراجم. ودرس على يد العلامة الفقيه اللغوي مصطفى بن محمد النجار: قرأ عنده لمدة سنتين تقريبا في مسجده وفي منزله في النحو والصرف من شرح ابن عقيل على ألفية ابن مالك، وفي البلاغة من شرح عقود الجمان للسيوطي، وفي الفقه المالكي من شرح أبي الحسن على رسالة ابن أبي زيد القيرواني، وفي المنطق من متن السلم المنورق بشرح القويسني، مع النظر في شرح البناني. كما درسه الشيخ الحسن بن علي الكتاني ولازمه لنحو أربع سنوات وقرأ كثيرا في العقيدة من كتب متفرقة لشيخ الإسلام ابن تيمية، والفقه من سبل السلام للصنعاني، الفقه من الدرر البهية للشوكاني، والفقه المالكي من المرشد المعين لابن عاشر بشرح ميارة، مع الاستدلال والتعليل، كذلك أصول الفقه من المحققة النونية لمراد شكري، وتعلم القواعد الفقهية من كتاب «القواعد الفقهية» للندوي، ومصطلح الحديث من الباعث الحثيث، وأخيرا التزكية والآداب من شرح رياض الصالحين. كذلك تعلم عند الشيخ اللغوي الفقيه محمد الرزكي وتمدرس عنده لبضعة أشهر وقرأ في ألفية ابن مالك بشرحي ابن عقيل والمكودي. بالإضافة إلى الشيخ العلامة المتفنن مصطفى البيحياوي المراكشي نزيل طنجة، حيث حضر عنده في شرح صحيح البخاري وفي السيرة النبوية، وجالسه في جلسات خاصة وسأله واستفاد منه. وتعلم أيضا من الشيخ الفقيه العربي كدار، وقرأ عليه في كتاب الفرائض من مختصر خليل. ثم الشيخ الفقيه عبد القادر الإدريسي الذي قرأ عليه لبضعة أشهر في العقيدة من شرح الطحاوية لابن أبي العز الحنفي وفي الفقه المالكي من رسالة ابن أبي زيد بشرح أبي الحسن.
و بعده الدكتور الشيخ فاروق حمادة، درس عنده لسنتين تقريبا وقرأ في بلوغ المرام لابن حجر، وفي كتابه «منهج البحث في العلوم الإسلامية تأليفا وتحقيقا»، وفي كتاب الطب من نيل الأوطار، وفي كتاب الرقاق من صحيح البخاري، وغير ذلك..ثم ذهب إلى الدكتور الفقيه محمد الروكي وقرأ عليه لسنتين تقريبا في بداية المجتهد لابن رشد، وفي (القواعد الفقهية)، وغير ذلك. والدكتور الأصولي أحمد الريسوني أيضا، قرأ عليه لثلاث سنوات تقريبا في أصول الفقه عامة، وفي الرسالة للإمام الشافعي خاصة، وتعلم أيضا عند الدكتور أحمد أبو زيد في تفسير القرآن، وفي كتاب «العقل وفهم القرآن» للمحاسبي وآخرون..
للبشير إجازات حديثية كثيرة عن جمع من العلماء والمسندين، من أهمهم:
- الشيخ عبد الوكيل بن عبد الحق الهاشمي.
- الشيخ أبو أويس محمد الأمين بوخبزة التطواني.
- الشيخ عبد العزيز بن الصديق الغماري.
- الشيخ عبد الرحمن بن عبد الحي الكتاني.
- الشيخ زهير الشاويش.
- الشيخ وليد المنيسي.
- الشيخ محمد زياد التكلة.[4]

## مؤلفاته
- «تكوين الملكة اللغوية» نشره مركز نماء للبحوث والدراسات عام 2016م، 228 صفحة.[5]

- «العلمنة من الداخل» نشره مركز تفكر للبحوث والدراسات عام 2014م.[6]

- «شرح منظومة الإيمان المسماة: قلائد العقيان بنظم مسائل الإيمان»
- «جناية النسوية على المرأة والمجتمع» مركز دلائل للنشر، 359 صفحة.[7]

- "أفول الواجب: الأخلاق غير المؤلمة للأزمنة الديمقراطية الجديدة” للفيلسوف الفرنسي جيل ليبوفتسكي بترجمة البشير عصام المراكشي.[8]
- "ليطمئن قلبي :رحلةفي مرابع الإيمان"(2018).[9]
- "فيء الخمائل (مقالات في الأدب و عشق العربية)"(2019).[10]
- "منار الطريق في طلب العلم و مناهجه"(2020).[11]
- "نقعة الظمآن بالتعليق على مائة المعاني و البيان"(2022).[12]
- "جدل النسوية و الذكورية" عن مركز رواسخ (2023).[13]